# Campionati mondiali di sollevamento pesi Duisburg 1905
I Campionati mondiali di sollevamento pesi 1905, 7ª edizione della manifestazione, si disputarono a Duisburg dall'11 al 13 giugno 1905.

## Titoli in palio
Si assegnarono titoli in una categoria, sotto elencata.
| Categoria    | Eventi      |
| ------------ | ----------- |
| Pesi massimi | Oltre 80 kg |

## Risultati
| Evento      | Oro             | Argento          | Bronzo      |
| ----------- | --------------- | ---------------- | ----------- |
| Oltre 80 kg | Josef Steinbach | Heinrich Neuhaus | Alois Selos |

## Medagliere
| Posiz. | Nazione  | Oro | Argento | Bronzo | Totale |
| ------ | -------- | --- | ------- | ------ | ------ |
| 1      | Austria  | 1   | 1       | 0      | 2      |
| 2      | Germania | 0   | 0       | 1      | 1      |
| Totale | Totale   | 1   | 1       | 1      | 3      |